# Do maggiore

Per le note della scala di Do maggiore, si hanno semplicemente: Do, Re, Mi, Fa, Sol, La, Si, Do (parte ascendente).

La tonalità di Do maggiore (C major, C-Dur) è incentrata sulla nota tonica Do e viene annotata sul pentagramma senza alterazioni. Può essere abbreviata in DoM oppure in C secondo il sistema anglosassone.
La scala musicale di do maggiore è quella di più facile apprendimento nelle tastiere, dato che si suonano solo i tasti bianchi.

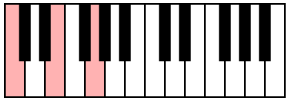
L'accordo di do maggiore (triade) è composto da Do, Mi, Sol

L'armatura di chiave è di conseguenza la seguente:
```

Nessun 
diesis
 e nessun 
bemolle
```

Questa rappresentazione sul pentagramma coincide con quella della tonalità relativa la minore.